# تاکاشی کاوامورا
تاکاشی کاوامورا (به ژاپنی: 川村隆) (زاده ۱۹ دسامبر ۱۹۳۹) کارآفرین و مدیر ارشد اجرایی ژاپنی است، که اکنون به‌عنوان رییس هیئت مدیره شرکت هیتاچی فعالیت می‌کند. 
کاوامورا در سال‌های ۲۰۰۹ و ۲۰۱۰ مدیر عامل اجرایی هیتاچی بود و در سال ۲۰۱۰ هیرواکی ناکانیشی جایگزین وی شد. تاکاشی کاوامورا از سال ۲۰۰۵ ریاست هیئت مدیره شرکت هیتاچی مکسل را نیز بر عهده دارد.